# Telemark-Weltcup 2012
Der Telemark-Weltcup 2012 ist eine vom Weltskiverband FIS zwischen dem 20. Januar und dem 18. März 2012 in Europa und Nordamerika ausgetragene Wettkampfserie im Telemarken. Vom 16. bis 18. März 2012 fanden im spanischen Espot die Telemark-Junioren-Weltmeisterschaften statt.

## Männer

### Resultate
| 1. Weltcup in Rauris, 20. Januar 2012 und 21. Januar 2012 | 1. Weltcup in Rauris, 20. Januar 2012 und 21. Januar 2012 | 1. Weltcup in Rauris, 20. Januar 2012 und 21. Januar 2012                                                                      | 1. Weltcup in Rauris, 20. Januar 2012 und 21. Januar 2012                                                                      | 1. Weltcup in Rauris, 20. Januar 2012 und 21. Januar 2012                                                                      |
| --------------------------------------------------------- | --------------------------------------------------------- | --- | --- | --- |
| Datum                                                     | Disziplin                                                 | Erster Platz | Zweiter Platz | Dritter Platz |
| 20. Januar 2012 (Fr.)                                     | Sprint                                                    | Wegen schlechtem Wetter und Schneemangels wurde der Wettkampf abgesagt                                                         | Wegen schlechtem Wetter und Schneemangels wurde der Wettkampf abgesagt                                                         | Wegen schlechtem Wetter und Schneemangels wurde der Wettkampf abgesagt                                                         |
| 21. Januar 2012 (Sa.)                                     | Sprint                                                    | Wegen schlechtem Wetter und Schneemangels wurde der Wettkampf abgesagt (verlegt auf den 13. März nach Les Contamines-Montjoie) | Wegen schlechtem Wetter und Schneemangels wurde der Wettkampf abgesagt (verlegt auf den 13. März nach Les Contamines-Montjoie) | Wegen schlechtem Wetter und Schneemangels wurde der Wettkampf abgesagt (verlegt auf den 13. März nach Les Contamines-Montjoie) |

| 2. Weltcup in Bohinj, 22. Januar 2012 und 23. Januar 2012 | 2. Weltcup in Bohinj, 22. Januar 2012 und 23. Januar 2012 | 2. Weltcup in Bohinj, 22. Januar 2012 und 23. Januar 2012 | 2. Weltcup in Bohinj, 22. Januar 2012 und 23. Januar 2012 | 2. Weltcup in Bohinj, 22. Januar 2012 und 23. Januar 2012 |
| --------------------------------------------------------- | --------------------------------------------------------- | --------------------------------------------------------- | --------------------------------------------------------- | --------------------------------------------------------- |
| Datum                                                     | Disziplin                                                 | Erster Platz                                              | Zweiter Platz                                             | Dritter Platz                                             |
| 22. Januar 2012 (So.)                                     | Sprint                                                    | Philippe Lau                                              | Sven Lau                                                  | Bastien Dayer                                             |
| 23. Januar 2012 (Mo.)                                     | Sprint                                                    | Tobias Müller                                             | Carl Jørgen Holst                                         | Bastien Dayer                                             |

| 3. Weltcup in Kvitfjell, 28. Januar 2012 und 29. Januar 2012 | 3. Weltcup in Kvitfjell, 28. Januar 2012 und 29. Januar 2012 | 3. Weltcup in Kvitfjell, 28. Januar 2012 und 29. Januar 2012 | 3. Weltcup in Kvitfjell, 28. Januar 2012 und 29. Januar 2012 | 3. Weltcup in Kvitfjell, 28. Januar 2012 und 29. Januar 2012 |
| ------------------------------------------------------------ | ------------------------------------------------------------ | ------------------------------------------------------------ | ------------------------------------------------------------ | ------------------------------------------------------------ |
| Datum                                                        | Disziplin                                                    | Erster Platz                                                 | Zweiter Platz                                                | Dritter Platz                                                |
| 28. Januar 2012 (Sa.)                                        | Sprint                                                       | Philippe Lau                                                 | Carl Jørgen Holst                                            | Benedikt Holzmann                                            |
| 29. Januar 2012 (So.)                                        | Classic                                                      | Tobias Müller                                                | Bastien Dayer                                                | Sondre Kristenstuen                                          |

| 4. Weltcup in Rjukan, 2. Februar 2012 – 4. Februar 2012 | 4. Weltcup in Rjukan, 2. Februar 2012 – 4. Februar 2012 | 4. Weltcup in Rjukan, 2. Februar 2012 – 4. Februar 2012 | 4. Weltcup in Rjukan, 2. Februar 2012 – 4. Februar 2012 | 4. Weltcup in Rjukan, 2. Februar 2012 – 4. Februar 2012 |
| ------------------------------------------------------- | ------------------------------------------------------- | ------------------------------------------------------- | ------------------------------------------------------- | ------------------------------------------------------- |
| Datum                                                   | Disziplin                                               | Erster Platz                                            | Zweiter Platz                                           | Dritter Platz                                           |
| 2. Februar 2012 (Do.)                                   | Sprint                                                  | Bastien Dayer                                           | Sondre Kristenstuen                                     | Philippe Lau                                            |
| 3. Februar 2012 (Fr.)                                   | Parallel-Sprint                                         | Philippe Lau                                            | Benedikt Holzmann                                       | Bastien Dayer                                           |
| 4. Februar 2012 (Sa.)                                   | Parallel-Sprint                                         | Philippe Lau                                            | Tobias Müller                                           | Bastien Dayer                                           |

| 5. Weltcup in Steamboat Springs, 13. Februar 2012 – 18. Februar 2012 | 5. Weltcup in Steamboat Springs, 13. Februar 2012 – 18. Februar 2012 | 5. Weltcup in Steamboat Springs, 13. Februar 2012 – 18. Februar 2012 | 5. Weltcup in Steamboat Springs, 13. Februar 2012 – 18. Februar 2012 | 5. Weltcup in Steamboat Springs, 13. Februar 2012 – 18. Februar 2012 |
| -------------------------------------------------------------------- | -------------------------------------------------------------------- | -------------------------------------------------------------------- | -------------------------------------------------------------------- | -------------------------------------------------------------------- |
| Datum                                                                | Disziplin                                                            | Erster Platz                                                         | Zweiter Platz                                                        | Dritter Platz                                                        |
| 13. Februar 2012 (Mo.)                                               | Classic                                                              | Bastien Dayer                                                        | Tobias Müller                                                        | Thomas Sand Nordberg                                                 |
| 14. Februar 2012 (Di.)                                               | Classic                                                              | Tobias Müller                                                        | Thomas Sand Nordberg                                                 | Philippe Lau                                                         |
| 16. Februar 2012 (Do.)                                               | Sprint                                                               | Philippe Lau                                                         | Sven Lau                                                             | Tobias Müller                                                        |
| 17. Februar 2012 (Fr.)                                               | Parallel-Sprint                                                      | Philippe Lau                                                         | Bastien Dayer                                                        | Tobias Müller                                                        |
| 18. Februar 2012 (Sa.)                                               | Sprint                                                               | Tobias Müller                                                        | Bastien Dayer                                                        | Sven Lau                                                             |

| 6. Weltcup in Chamonix-Mont-Blanc, 11. März 2012 und 12. März 2012 | 6. Weltcup in Chamonix-Mont-Blanc, 11. März 2012 und 12. März 2012 | 6. Weltcup in Chamonix-Mont-Blanc, 11. März 2012 und 12. März 2012 | 6. Weltcup in Chamonix-Mont-Blanc, 11. März 2012 und 12. März 2012 | 6. Weltcup in Chamonix-Mont-Blanc, 11. März 2012 und 12. März 2012 |
| ------------------------------------------------------------------ | ------------------------------------------------------------------ | ------------------------------------------------------------------ | ------------------------------------------------------------------ | ------------------------------------------------------------------ |
| Datum                                                              | Disziplin                                                          | Erster Platz                                                       | Zweiter Platz                                                      | Dritter Platz                                                      |
| 11. März 2012 (So.)                                                | Classic                                                            | Bastien Dayer                                                      | Chris Lau                                                          | Philippe Lau                                                       |
| 12. März 2012 (Mo.)                                                | Sprint                                                             | Philippe Lau                                                       | Antoine Bouvier                                                    | Bastien Dayer                                                      |

| 7. Weltcup in Les Contamines-Montjoie, 13. März 2012 | 7. Weltcup in Les Contamines-Montjoie, 13. März 2012 | 7. Weltcup in Les Contamines-Montjoie, 13. März 2012 | 7. Weltcup in Les Contamines-Montjoie, 13. März 2012 | 7. Weltcup in Les Contamines-Montjoie, 13. März 2012 |
| ---------------------------------------------------- | ---------------------------------------------------- | ---------------------------------------------------- | ---------------------------------------------------- | ---------------------------------------------------- |
| Datum                                                | Disziplin                                            | Erster Platz                                         | Zweiter Platz                                        | Dritter Platz                                        |
| 13. März (Di.)                                       | Sprint                                               | Philippe Lau                                         | Bastien Dayer                                        | Tobias Müller                                        |

| 8. Weltcup in Espot, 16. März 2012 – 18. März 2012 | 8. Weltcup in Espot, 16. März 2012 – 18. März 2012 | 8. Weltcup in Espot, 16. März 2012 – 18. März 2012 | 8. Weltcup in Espot, 16. März 2012 – 18. März 2012 | 8. Weltcup in Espot, 16. März 2012 – 18. März 2012 |
| -------------------------------------------------- | -------------------------------------------------- | -------------------------------------------------- | -------------------------------------------------- | -------------------------------------------------- |
| Datum                                              | Disziplin                                          | Erster Platz                                       | Zweiter Platz                                      | Dritter Platz                                      |
| 16. März 2012 (Fr.)                                | Classic                                            | Chris Lau                                          | Philippe Lau                                       | Tobias Müller                                      |
| 17. März 2012 (Sa.)                                | Parallel-Sprint                                    | Philippe Lau                                       | Tobias Müller                                      | Antoine Bouvier                                    |
| 18. März 2012 (So.)                                | Sprint                                             | Philippe Lau                                       | Tobias Müller                                      | Carl Jørgen Holst                                  |

## Frauen

### Resultate
| 1. Weltcup in Rauris, 20. Januar 2012 und 21. Januar 2012 | 1. Weltcup in Rauris, 20. Januar 2012 und 21. Januar 2012 | 1. Weltcup in Rauris, 20. Januar 2012 und 21. Januar 2012                                                                      | 1. Weltcup in Rauris, 20. Januar 2012 und 21. Januar 2012                                                                      | 1. Weltcup in Rauris, 20. Januar 2012 und 21. Januar 2012                                                                      |
| --------------------------------------------------------- | --------------------------------------------------------- | --- | --- | --- |
| Datum                                                     | Disziplin                                                 | Erster Platz | Zweiter Platz | Dritter Platz |
| 20. Januar 2012 (Fr.)                                     | Sprint                                                    | Wegen schlechtem Wetter und Schneemangels wurde der Wettkampf abgesagt                                                         | Wegen schlechtem Wetter und Schneemangels wurde der Wettkampf abgesagt                                                         | Wegen schlechtem Wetter und Schneemangels wurde der Wettkampf abgesagt                                                         |
| 21. Januar 2012 (Sa.)                                     | Sprint                                                    | Wegen schlechtem Wetter und Schneemangels wurde der Wettkampf abgesagt (verlegt auf den 13. März nach Les Contamines-Montjoie) | Wegen schlechtem Wetter und Schneemangels wurde der Wettkampf abgesagt (verlegt auf den 13. März nach Les Contamines-Montjoie) | Wegen schlechtem Wetter und Schneemangels wurde der Wettkampf abgesagt (verlegt auf den 13. März nach Les Contamines-Montjoie) |

| 2. Weltcup in Bohinj, 22. Januar 2012 und 23. Januar 2012 | 2. Weltcup in Bohinj, 22. Januar 2012 und 23. Januar 2012 | 2. Weltcup in Bohinj, 22. Januar 2012 und 23. Januar 2012 | 2. Weltcup in Bohinj, 22. Januar 2012 und 23. Januar 2012 | 2. Weltcup in Bohinj, 22. Januar 2012 und 23. Januar 2012 |
| --------------------------------------------------------- | --------------------------------------------------------- | --------------------------------------------------------- | --------------------------------------------------------- | --------------------------------------------------------- |
| Datum                                                     | Disziplin                                                 | Erster Platz                                              | Zweiter Platz                                             | Dritter Platz                                             |
| 22. Januar 2012 (So.)                                     | Sprint                                                    | Sigrid Rykhus                                             | Amélie Reymond                                            | Thea Smedheim Lunde                                       |
| 23. Januar 2012 (Mo.)                                     | Sprint                                                    | Amélie Reymond                                            | Sigrid Rykhus                                             | Thea Smedheim Lunde                                       |

| 3. Weltcup in Kvitfjell, 28. Januar 2012 und 29. Januar 2012 | 3. Weltcup in Kvitfjell, 28. Januar 2012 und 29. Januar 2012 | 3. Weltcup in Kvitfjell, 28. Januar 2012 und 29. Januar 2012 | 3. Weltcup in Kvitfjell, 28. Januar 2012 und 29. Januar 2012 | 3. Weltcup in Kvitfjell, 28. Januar 2012 und 29. Januar 2012 |
| ------------------------------------------------------------ | ------------------------------------------------------------ | ------------------------------------------------------------ | ------------------------------------------------------------ | ------------------------------------------------------------ |
| Datum                                                        | Disziplin                                                    | Erster Platz                                                 | Zweiter Platz                                                | Dritter Platz                                                |
| 28. Januar 2012 (Sa.)                                        | Sprint                                                       | Sigrid Rykhus                                                | Amélie Reymond                                               | Johanna Holzmann                                             |
| 29. Januar 2012 (So.)                                        | Classic                                                      | Sigrid Rykhus                                                | Amélie Reymond                                               | Johanna Holzmann                                             |

| 4. Weltcup in Rjukan, 2. Februar 2012 – 4. Februar 2012 | 4. Weltcup in Rjukan, 2. Februar 2012 – 4. Februar 2012 | 4. Weltcup in Rjukan, 2. Februar 2012 – 4. Februar 2012 | 4. Weltcup in Rjukan, 2. Februar 2012 – 4. Februar 2012 | 4. Weltcup in Rjukan, 2. Februar 2012 – 4. Februar 2012 |
| ------------------------------------------------------- | ------------------------------------------------------- | ------------------------------------------------------- | ------------------------------------------------------- | ------------------------------------------------------- |
| Datum                                                   | Disziplin                                               | Erster Platz                                            | Zweiter Platz                                           | Dritter Platz                                           |
| 2. Februar 2012 (Do.)                                   | Sprint                                                  | Amélie Reymond                                          | Sigrid Rykhus                                           | Laura Grenier-Soliget                                   |
| 3. Februar 2012 (Fr.)                                   | Parallel-Sprint                                         | Sigrid Rykhus                                           | Amélie Reymond                                          | Julie Duedahl                                           |
| 4. Februar 2012 (Sa.)                                   | Parallel-Sprint                                         | Amélie Reymond                                          | Johanna Holzmann                                        | Sigrid Rykhus                                           |

| 5. Weltcup in Steamboat Springs, 13. Februar 2012 – 18. Februar 2012 | 5. Weltcup in Steamboat Springs, 13. Februar 2012 – 18. Februar 2012 | 5. Weltcup in Steamboat Springs, 13. Februar 2012 – 18. Februar 2012 | 5. Weltcup in Steamboat Springs, 13. Februar 2012 – 18. Februar 2012 | 5. Weltcup in Steamboat Springs, 13. Februar 2012 – 18. Februar 2012 |
| -------------------------------------------------------------------- | -------------------------------------------------------------------- | -------------------------------------------------------------------- | -------------------------------------------------------------------- | -------------------------------------------------------------------- |
| Datum                                                                | Disziplin                                                            | Erster Platz                                                         | Zweiter Platz                                                        | Dritter Platz                                                        |
| 13. Februar 2012 (Mo.)                                               | Classic                                                              | Amélie Reymond                                                       | Anne Marit Enger                                                     | Madi McKinstry                                                       |
| 14. Februar 2012 (Di.)                                               | Classic                                                              | Amélie Reymond                                                       | Anne Marit Enger                                                     | Madi McKinstry                                                       |
| 16. Februar 2012 (Do.)                                               | Sprint                                                               | Amélie Reymond                                                       | Anne Marit Enger                                                     | Nolwenn Faivre                                                       |
| 17. Februar 2012 (Fr.)                                               | Parallel-Sprint                                                      | Zoë Taylor                                                           | Laura Grenier-Soliget                                                | Julie Duedahl                                                        |
| 18. Februar 2012 (Sa.)                                               | Sprint                                                               | Amélie Reymond                                                       | Thea Smedheim Lunde                                                  | Anne Marit Enger                                                     |

| 6. Weltcup in Chamonix-Mont-Blanc, 11. März 2012 und 12. März 2012 | 6. Weltcup in Chamonix-Mont-Blanc, 11. März 2012 und 12. März 2012 | 6. Weltcup in Chamonix-Mont-Blanc, 11. März 2012 und 12. März 2012 | 6. Weltcup in Chamonix-Mont-Blanc, 11. März 2012 und 12. März 2012 | 6. Weltcup in Chamonix-Mont-Blanc, 11. März 2012 und 12. März 2012 |
| ------------------------------------------------------------------ | ------------------------------------------------------------------ | ------------------------------------------------------------------ | ------------------------------------------------------------------ | ------------------------------------------------------------------ |
| Datum                                                              | Disziplin                                                          | Erster Platz                                                       | Zweiter Platz                                                      | Dritter Platz                                                      |
| 11. März 2012 (So.)                                                | Classic                                                            | Sigrid Rykhus                                                      | Amélie Reymond                                                     | Sandrine Meyer                                                     |
| 12. März 2012 (Mo.)                                                | Sprint                                                             | Sandrine Meyer                                                     | Sigrid Rykhus                                                      | Thea Smedheim Lunde                                                |

| 7. Weltcup in Les Contamines-Montjoie, 13. März 2012 | 7. Weltcup in Les Contamines-Montjoie, 13. März 2012 | 7. Weltcup in Les Contamines-Montjoie, 13. März 2012 | 7. Weltcup in Les Contamines-Montjoie, 13. März 2012 | 7. Weltcup in Les Contamines-Montjoie, 13. März 2012 |
| ---------------------------------------------------- | ---------------------------------------------------- | ---------------------------------------------------- | ---------------------------------------------------- | ---------------------------------------------------- |
| Datum                                                | Disziplin                                            | Erster Platz                                         | Zweiter Platz                                        | Dritter Platz                                        |
| 13. März (Di.)                                       | Sprint                                               | Sigrid Rykhus                                        | Amélie Reymond                                       | Sandrine Meyer                                       |

| 8. Weltcup in Espot, 16. März 2012 – 18. März 2012 | 8. Weltcup in Espot, 16. März 2012 – 18. März 2012 | 8. Weltcup in Espot, 16. März 2012 – 18. März 2012 | 8. Weltcup in Espot, 16. März 2012 – 18. März 2012 | 8. Weltcup in Espot, 16. März 2012 – 18. März 2012 |
| -------------------------------------------------- | -------------------------------------------------- | -------------------------------------------------- | -------------------------------------------------- | -------------------------------------------------- |
| Datum                                              | Disziplin                                          | Erster Platz                                       | Zweiter Platz                                      | Dritter Platz                                      |
| 16. März 2012 (Fr.)                                | Classic                                            | Amélie Reymond                                     | Anne Marit Enger                                   | Sigrid Rykhus                                      |
| 17. März 2012 (Sa.)                                | Parallel-Sprint                                    | Sigrid Rykhus                                      | Amélie Reymond                                     | Thea Smedheim Lunde                                |
| 18. März 2012 (So.)                                | Sprint                                             | Sigrid Rykhus                                      | Amélie Reymond                                     | Johanna Holzmann                                   |